# Aloys Kunc
Aloys Kunc (ook wel: Aloys Kunq) (Cintegabelle, 1 januari 1832 - Toulouse, 7 maart 1895) was een Frans organist, componist en dirigent.

## Levensloop
Kunc (die zijn naam in 1850 wijzigde naar Kunq) werd in 1852 de eerste organist en in 1857 dirigent van de kathedraal van Auch.
Hij vestigde zich in 1863 in Toulouse en werd daar organist van de Saint-Aubin (kerk) en in 1865 van de Jésus (kerk). 
In 1870 werd hij orkestleider in de kathedraal van de stad. 
De belangrijkste leerling van Kunc was de componist Henri Busser.
Kunc had twee kinderen die beiden componist werden (Pierre Kunc en Aymé Kunc) en nog een zoon (Camille Kunc) die dirigent van de operaorkesten van Algiers, Nice en Toulon werd.
Aloys Kunc schreef enige kerkmuziekwerken, waaronder een Tantum ergo voor vierstemming gemengd koor en orgel en de cantate Pitié, mon Dieu ("Sauvez, sauvez la France").
- Biblioteca Nacional de España: XX1309717
- Bibliothèque nationale de France: cb139934375 (data)
- International Standard Name Identifier: 0000 0000 6138 4926
- MusicBrainz: 6b053f07-7858-43aa-8040-00065ad8e201
- Istituto Centrale per il Catalogo Unico: MUSV036446
- Système universitaire de documentation: 128487747
- Virtual International Authority File: 66660780
- WorldCat: E39PBJwdffwmwVPjqVTkvMWbh3